# Deficiència de coure
La deficiència de coure és un trastorn hematològic i neurològic molt rar.
La síndrome neurodegenerativa de deficiència de coure ha estat reconeguda durant un temps en animals ruminants, en els quals es coneix comunament en anglès com "swayback".> El coure és omnipresent, i el requisit diari és baix, el que fa que la deficiència de coure adquirida sigui molt escassa. La deficiència de coure es pot manifestar paral·lelament amb la vitamina B₁₂ i altres deficiències nutritives.
La causa més freqüent de deficiència de coure és una cirurgia gastrointestinal remota, com la cirurgia de bypass gàstric, a causa de la malabsorció de coure o toxicitat de zinc. D'altra banda, la malaltia de Menkes és un trastorn genètic de deficiència de coure que implica una gran varietat de símptomes que sovint són fatals.
El coure està involucrat en la funció normalitzada de molts enzims, com ara citocromo c oxidasa, que és un complex IV en la cadena de transport electrònica mitocondrial, ceruloplasmina, Cu / Zn superóxido dismutasa, i en l'amina oxidasa. Aquestes enzimas catalitzen reaccions per fosforilació oxidativa, transport de ferro, antioxidants i eliminació i neutralització de radicals lliures, i síntesi de neurotransmissors, respectivament. Una dieta normal conté una quantitat variable de coure, però pot proporcionar 5 mg / dia, de les quals només s'absorbeix un 20-50%. La dieta de la gent gran pot contenir un contingut de coure més baix que la ingesta diària recomanada.  El cobre dietètic es pot trobar a cereals integrals, cireres, xocolata negra, fruita, verdures de fulla verda, cireres, aviram, i els productes de soia com tofu.
La deficiència en el coure pot causar moltes manifestacions hematològiques, com la mielodisplàsia, anèmia, recompte de glòbuls blancs baixos i recompte baix de neutròfils (un tipus de glòbuls blancs que sovint s'anomena "la primera línia de defensa" del sistema immunitari.) La deficiència de coure ha estat coneguda per la causa de la mielodisplàsia (quan un perfil de sang té indicadors de possible desenvolupament futur de leucèmia, però no va ser fins recentment, el 2001, que la deficiència de coure es va associar amb manifestacions neurològiques. Les manifestacions neurològiques que es veuen amb deficiència de coure poden incloure l'atàxia sensorial (coordinació irregular a causa de la pèrdua proprioceptiva), espasticitat, debilitat muscular i, més rarament, la pèrdua visual a causa de la neuropatia perifèrica en els nervis perifèrics, mielopatía (malaltia de la medul·la espinal), i poques vegades neuropatia òptica
El coure està involucrat en la funció normalitzada de molts enzims, com ara citocrom c oxidasa, que és un complex IV en la cadena de transport electrònica mitocondrial, ceruloplasmina, Cu/Zn superòxido dismutasa, i en l'amina oxidasa. Aquests enzims catalitzen reaccions per fosforilació oxidativa, transport de ferro, antioxidants i eliminació i neutralització de radicals lliures, i síntesi de neurotransmissors, respectivament. Una dieta normal conté una quantitat variable de coure, però pot proporcionar 5 mg/dia, de les quals només s'absorbeix un 20-50%. La dieta de la gent gran pot contenir un contingut de coure més baix que la ingesta diària recomanada.  El coure dietètic es pot trobar a cereals integrals, cireres, xocolata negra, fruita, verdures de fulla verda,, aus de corral, i els productes de soia com tofu.